# Igor Borissowitsch Koroljow
Igor Borissowitsch Koroljow (russisch Игорь Борисович Королёв; * 6. September 1970 in Moskau, Russische SFSR; † 7. September 2011 in Tunoschna bei Jaroslawl) war ein russischer Eishockeyspieler und -trainer, der während seiner Karriere unter anderem für die St. Louis Blues, Winnipeg Jets, Phoenix Coyotes, Toronto Maple Leafs und Chicago Blackhawks in der National Hockey League spielte.

## Karriere
Igor Koroljow begann seine Karriere als Eishockeyspieler beim HK Dynamo Moskau, für den er von 1988 bis 1992 in der russischen Superliga aktiv war. Mit Dynamo wurde er 1990 und 1991 jeweils Sowjetischer Meister, sowie 1992 Meister der GUS. Anschließend wurde er im NHL Entry Draft 1992 in der zweiten Runde als insgesamt 38. Spieler von den St. Louis Blues ausgewählt, für die er die folgenden beiden Jahre in der National Hockey League spielte.

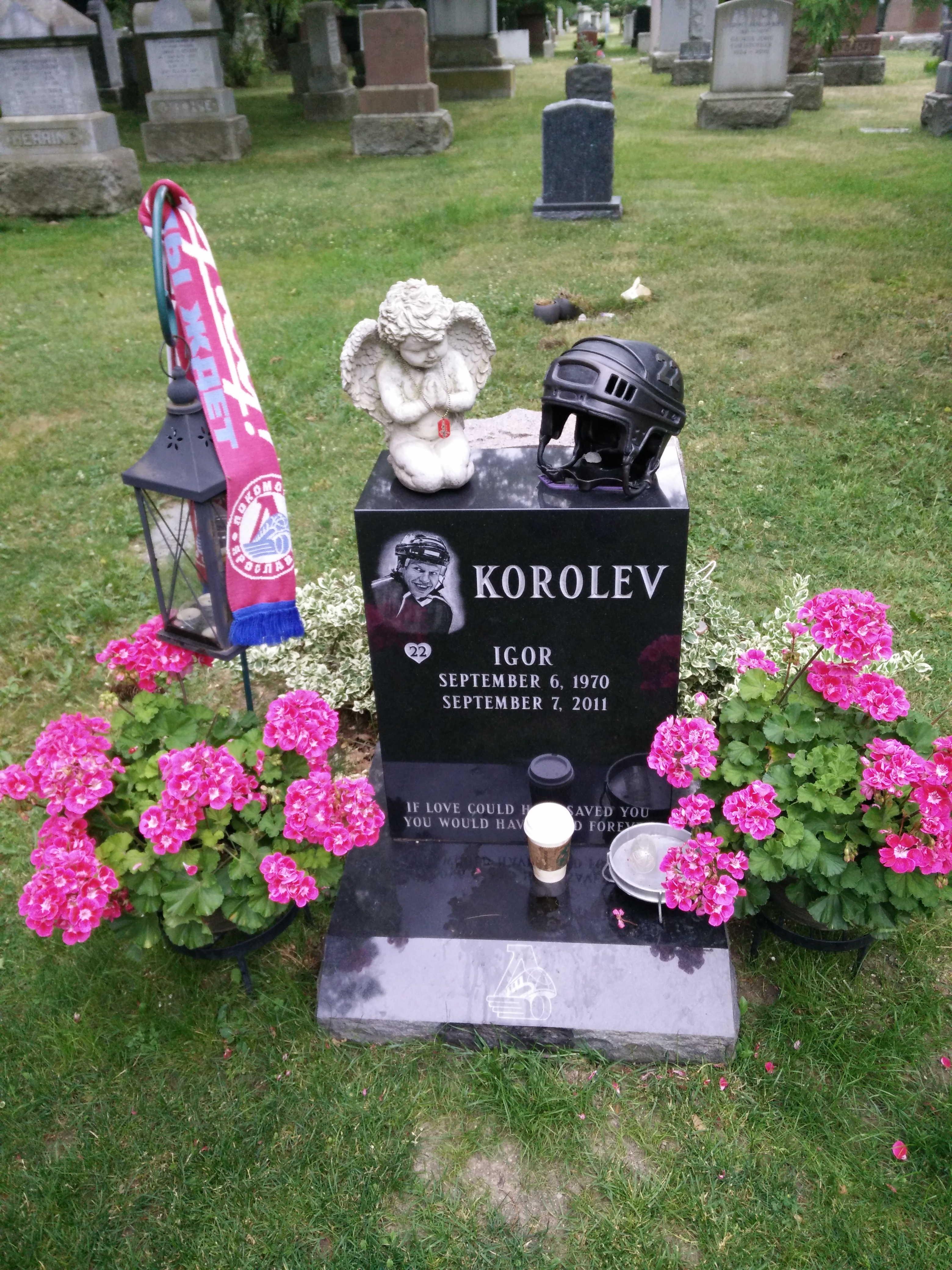
Das Grab Igor Koroljow in Toronto

Nachdem der Angreifer die Saison 1994/95 wegen des Lockouts in der NHL bei seinem Ex-Klub HK Dynamo Moskau begonnen hatte, wurde er vor dem Saisonstart der NHL im Januar 1995 zu den Winnipeg Jets transferiert, für die er die folgenden beiden Spielzeiten auf dem Eis stand. In der Saison 1996/97 lief der Russe zudem für deren Nachfolgeteam, die Phoenix Coyotes, auf. Anschließend spielte Koroljow vier Jahre lang für die Toronto Maple Leafs und drei Jahre lang für die Chicago Blackhawks, ehe er während des erneuten Lockouts in der NHL-Saison 2004/05 in seine russische Heimat zurückkehrte, wo er für Lokomotive Jaroslawl auf dem Eis stand. Auch nach dieser Spielzeit blieb der Flügelspieler in Russland, wo er in den folgenden drei Jahren beim HK Metallurg Magnitogorsk unter Vertrag stand. Mit Magnitogorsk gewann er 2005 den Spengler Cup, sowie 2007 die Meisterschaft und 2008 den IIHF European Champions Cup. Vor der Saison 2008/09 wechselte Koroljow zu Atlant Mytischtschi, für die er in der Saison 2008/09 in der Kontinentalen Hockey-Liga spielte. Im Anschluss ging er noch eine Saison für Lokomotive Jaroslawl in der KHL aufs Eis, ehe der Russe seine Karriere beendete. Diese engagierten ihn zur Spielzeit 2011/12 als Assistenztrainer. Am 7. September 2011 kam er bei einem Flugzeugabsturz bei Jaroslawl ums Leben.

### International
Für Russland nahm Koroljow an der Weltmeisterschaft 1992 sowie am World Cup of Hockey 1996 teil. Des Weiteren spielte er bei der prestigeträchtigen Vorgängerveranstaltung – dem Canada Cup im Jahr 1991 – für die UdSSR. Dieses hatte er auch bei der Junioren-Europameisterschaft 1988 vertreten.

## Erfolge und Auszeichnungen
- 1988 Bronzemedaille bei der U18-Junioren-Europameisterschaft
- 1990 Sowjetischer Meister mit dem HK Dynamo Moskau
- 1991 Sowjetischer Meister mit dem HK Dynamo Moskau
- 1992 GUS-Meister mit dem HK Dynamo Moskau
- 2005 Spengler-Cup-Gewinn mit dem HK Metallurg Magnitogorsk
- 2007 Russischer Meister mit dem HK Metallurg Magnitogorsk
- 2008 IIHF-European-Champions-Cup-Gewinn mit dem HK Metallurg Magnitogorsk